# Яковлева, Варвара Николаевна
Варва́ра Никола́евна Я́ковлева (1884 или 1885 — 11 сентября 1941) — деятель российского революционного движения, советский партийный работник, председатель Петроградской ЧК (10 ноября 1918 года — 2 января 1919 года), нарком финансов РСФСР в 1929—1937 годах.

## Биография

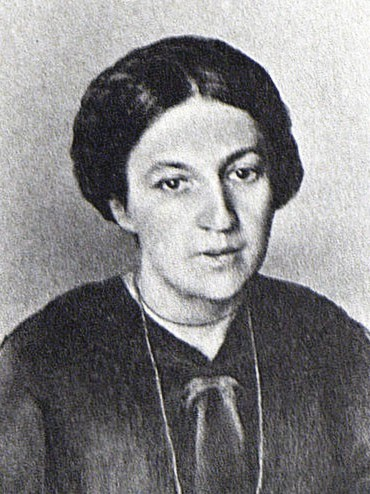
Варвара Николаевна Яковлева в молодости. Фото до 1926 года

Родилась в Москве в православной семье купца еврейского происхождения в 1885 году. Была воспитана православной христианкой в Москве. Сестра большевика-революционера Н. Н. Яковлева.
По окончании гимназии в 1901 году поступила на физико-математический факультет Высших женских курсов (готовилась стать астрономом) (окончила курсы в 1907 году). Давала уроки частным лицам в Москве с сентября 1901 до января 1905 года; преподаватель 1-го городского высшего женского училища в Москве в августе-ноябре 1907 года; училась на естественном факультете Московских Высших женских курсов (окончила 1,5 курса в 1910 году).
Участвовала в студенческом движении. В 1904 году вступила в РСДРП, примкнув к большевикам. Работала в Москве в качестве пропагандиста и организатора. В 1905 году принимала участие в московском вооружённом восстании. Была арестована в апреле 1906 года; сидела в Бутырской тюрьме с апреля 1906 до марта 1907, находилась в ссылке в Торжке и Твери с марта 1908 до января 1909 года, будучи выслана, перешла на нелегальное положение и продолжала работу в Москве до осени 1910 года, когда была арестована и сослана в Нарым, откуда с годовалой дочерью бежала за границу. По возвращении осенью 1912 года в Россию работала в качестве агента ЦК и члена Московского областного бюро ЦК.
В 1913 году — новый арест, ссылка в Нарым и новый побег, после которого Яковлева вскоре была арестована и выслана ввиду болезни в Астраханскую губернию, жила в Енотаевске. Отбыв ссылку, до июня 1916 года жила в Париже, Берлине, Кракове; на литературной работе в Москве в июне-сентябре 1916 года; служащая Общества потребительской кооперации в Москве в сентябре-декабре 1916 года. В Февральской революции 1917 года не участвовала (находилась в больнице с аппендицитом).
С весны 1917 года работала секретарём в Московском областном бюро РСДРП и внесла большой вклад в создание дееспособной большевистской организации.
На VI Съезде избрана кандидатом в члены ЦК. Вела протокол заседания Центрального комитета РСДРП(б) 10 октября 1917 года, принявшего решение о вооружённом восстании. В Октябрьские дни в Москве входила в состав партийного боевого центра («пятёрки»), активно координировала ход переворота. В декабре 1917 года была избрана членом Учредительного собрания от Тулы.
Управляющий делами ВСНХ РСФСР в январе-марте 1918 года, член Московского областного бюро ЦК РКП(б) в марте-мае 1918 года. Во время брестских переговоров примкнула к «левым коммунистам» и вышла в отставку в знак протеста против заключения Брестского мира.
Чекистка, член Коллегии ВЧК в Петрограде с 9(22) декабря 1917 до января 1918 года; управляющий делами ВЧК в ноябре-декабре 1917 года; секретарь Коллегии ВЧК в ноябре-декабре 1917 года. С мая 1918 года — член коллегии ВЧК, заместитель начальника отдела по борьбе с контрреволюцией, начальник отдела по борьбе с преступлениями по должности. После убийства М. С. Урицкого в августе 1918 года была направлена в Петроградскую ЧК, исполняла обязанности заместителя председателя ЧК при СНК Северной области, с 10 ноября до конца 1918 года возглавляла её. По утверждению нидерландского дипломата Виллема Аудендейка (Willem Oudendijk), Яковлева-чекистка отличалась нечеловеческой жестокостью. Из дневников Зинаиды Гиппиус: «14 октября 1918 года, воскресенье. В Гороховой (ВЧК) „чрезвычайке“ орудуют женщины (Стасова, Яковлева), а потому царствует особенная, — упрямая и тупая, — жестокость». Участие Яковлевой в терроре подтверждают расстрельные списки за её подписью, опубликованные в октябре-декабре 1918 года в газете «Петроградская правда». Приобрела стойкую репутацию «палача».
Расследовала деятельность своего предшественника, Глеба Бокия. «Бокию принадлежала блестящая идея выкачивания денег из заложников. Не хочешь сидеть за решёткой — плати, и ты на свободе. Это золотое в прямом смысле слова правило председатель Петроградской ЧК применял к своим особо богатым клиентам. Заложников арестовывали тайно, то есть, попросту говоря, похищали, затем держали на конспиративных квартирах и после получения выкупа переправляли через финскую границу — всё честно. Правда, огромные деньги не значились ни в одной ведомости, ни в одном приходном ордере. Об астрономических суммах, получаемых таким образом, правительство узнало из донесения пламенной большевички В. Н. Яковлевой — заместителя Бокия. Следствие, проведённое по прямому указанию Ленина, установило причастность к тайной операции верхушки ЧК во главе с Феликсом Дзержинским. Впрочем, раздувать огонь не стали, и Бокий с подельниками отделался лёгким испугом — его всего лишь временно отстранили от занимаемой должности».
Бытует также версия о её романе с Александром Гавришенко, участником антисоветского подполья, внедрившимся в ЧК.
В январе 1919 года отозвана на работу в Москву: работала в ЦК РКП(б), в Наркомпроде РСФСР: член Коллегии наркомпрода РСФСР с февраля 1919 до июня 1920 года; начальник управления распределения наркомпрода РСФСР с февраля 1919 года; начальник организационного управления наркомпрода РСФСР до мая 1920 года, организовывала продотряды и реквизиции продовольствия.
Активная участница Гражданской войны, соратница и подруга И. Н. Смирнова, в 1920 — член Сиббюро ЦК РКП(б) и начальник Сибполитпути.
В 1920—1921 годах — ответственный секретарь Московского комитета РКП(б). Во время профсоюзной дискуссии 1921 года примкнула к «буферу» Николая Бухарина, объединившемуся затем с Львом Троцким. В 1923 году подписала «письмо 46» в поддержку реформ в коммунистической партии. Один из лидеров «левой оппозиции» в 1924—1926 годах, принимала участие в заседаниях троцкистского центра; в октябре 1926 года заявила о полном отходе от троцкизма.
С 1922 по 1929 год работала с Н. К. Крупской в Наркомпросе, заведующей Главным управлением профессионального образования Народного комиссариата просвещения РСФСР, замнаркома. С января 1930 года по 27 сентября 1937 года возглавляла Наркомфин РСФСР.
Член ВЦИК с 4 состава, член ЦИК СССР. Была делегатом VI, VII, X, XI, XIV, XVI и XVII съездов партии. Написала ряд статей и брошюр по вопросам советской и партийной работы.
Награждена орденом Ленина (1933).
В 1937 году была арестована, обвинена в организации подпольного троцкистского центра, куда вовлекла якобы А. С. Бубнова, А. З. Каменского, Н. В. Крыленко, В. Н. Манцева и др. На Третьем московском процессе выступала свидетелем обвинения против Николая Бухарина. В 1938 году осуждена на 20 лет тюремного заключения.
В 1938 году жена Абрама Каменского, осуждённого и казнённого на основании показаний Яковлевой, Валентина Полякова, сама осуждённая на 10 лет исправительно-трудовых лагерей и пять лет поражения в правах, в ходе этапирования к месту отбывания наказания оказалась в одном вагоне с Яковлевой, которая призналась ей, что по настоянию наркома НКВД Ежова оговорила её и Каменского. В следственном деле Поляковой есть её письмо генпрокурору СССР от 20 июля 1954 года, в котором она пишет: «Обвинение было основано на показаниях Яковлевой. <…> Об этом я узнала от самой Яковлевой, когда ехала с ней этапом из Москвы в Казанскую тюрьму после получения приговора. Когда я её спросила: есть ли ещё показания кого-либо, кроме неё, о контрреволюционной деятельности Каменского, она ответила отрицательно. Все обвинение Каменского было основано на её показаниях. Когда я спросила, на каком основании она показала на моего мужа, ведь это неправда, она ответила, что это действительно неправда, но ей было приказано показать на него, и она это сделала, так как её допрос длился 15 суток, ей не давали спать, и она, потеряв самообладание, подписала эти показания».

### Расстрел
8 сентября 1941 года, по представлению народного комиссара внутренних дел СССР Л. П. Берии, Военная коллегия Верховного суда СССР в составе В. В. Ульриха (председатель Коллегии), Д. Я. Кандыбина и В. В Буканова без возбуждения уголовного дела и проведения каких-либо разбирательств вынесла расстрельный приговор по статье 58-10 части 2 УК РСФСР в отношении 161 заключённого отбывавших наказание в Орловской тюрьме, в том числе и Варваре Яковлевой. 11 сентября 1941 года смертный приговор приведен в исполнение.
По словам бывшего начальника УНКВД по Орловской области К. Ф. Фирсанова, операция проводилась с особенной скрытностью и тщательностью. «С лицами, которые должны быть подвергнуты расстрелу, в камерах продолжало находиться человек примерно 200 осуждённых, — сообщал Фирсанов позднее. — Это было сделано для того, чтобы замаскировать предстоящую акцию». На следующий день после экзекуции в Медведевском лесу все сокамерники расстрелянных заключённых были эвакуированы.
Реабилитирована в 1958 году.

## Семья
- Муж — Штернберг, Павел Карлович (1865—1920) — российский астроном, революционер-большевик, участник Гражданской войны[16].
  - Дочь — Ирина Павловна Яковлева (репрессирована, осуждена на пять лет, потом жила в Пензе),
  - Дочь — Владлена (Елена) Ивановна Яковлева (ее отец — большевик-троцкист Иван Смирнов, чтобы не попасть в детдом, бежала из Москвы в Марьинск, где отбывала срок, а затем ссылку старшая сестра, школьный учитель истории  в новосибирском Академгородке)[11], позднее преподаватель в военных вузах Новосибирска, кандидат педагогических наук, мать известной исследовательницы старообрядцев Натальи Зольниковой[17].
- Брат — Николай (1 (13 августа) 1886 — 16 ноября 1918), большевик, председатель Центросибири[18].